# Äran (1901)
Äran, officiellt HM Pansarbåt Äran, var ett pansarskepp i svenska flottan. Fartyget var det första i Äran-klassen och var systerfartyg till Tapperheten, Wasa och Manligheten. Äran sjösattes den 14 augusti 1901. Tjänstgjorde från 1942 som logementsfartyg. Sjönk under en bogsering 1968 till 30 meters djup, 18 kilometer rakt västerut från Särdal i Halland. Koordinaterna för platsen är 56°44′34.2″N 12°19′38.4″Ö / 56.742833°N 12.327333°Ö
Företaget Scantug planerar bärgning, för att sälja stålet till återvinning och tillverkning av laboratorieutrustning. Fartygsskrovet beräknas ge mellan 1 500 och 2 000 ton pansarstål.[källa behövs]

## Utformning och bestyckning
Äran var byggd av nitat stål och var 89,7 meter lång och 15,02 meter bred. Maskineriet bestod av två stycken 3-cylindriga trippelexpanderande ångmaskiner som fick ånga ifrån åtta koleldade ångpannor. 
Detta maskineri avgav en effekt av 5 500 hästkrafter vilket fördelade på två propellrar resulterade i en maxfart på 16,5 knop. Fartygets huvudbestyckning bestod av två stycken 21 cm kanoner m/98B i var sitt torn belägna på för- respektive akterdäck. 
Sekundärartilleriet bestod av sex stycken 15,2 cm kanoner m/98. En stor skillnad från tidigare pansarskeppsklasser var att dessa var uppställda i egna torn, istället för i kasematter. Vidare fanns sex stycken 57 mm kanoner m/89B samt två torpedtuber belägna under vattenlinjen för 45,7 cm torpeder. De båda ångsluparna som medfördes var bestyckade med var sin 37 mm kanon m/98B.

## Historia

### Andra världskriget

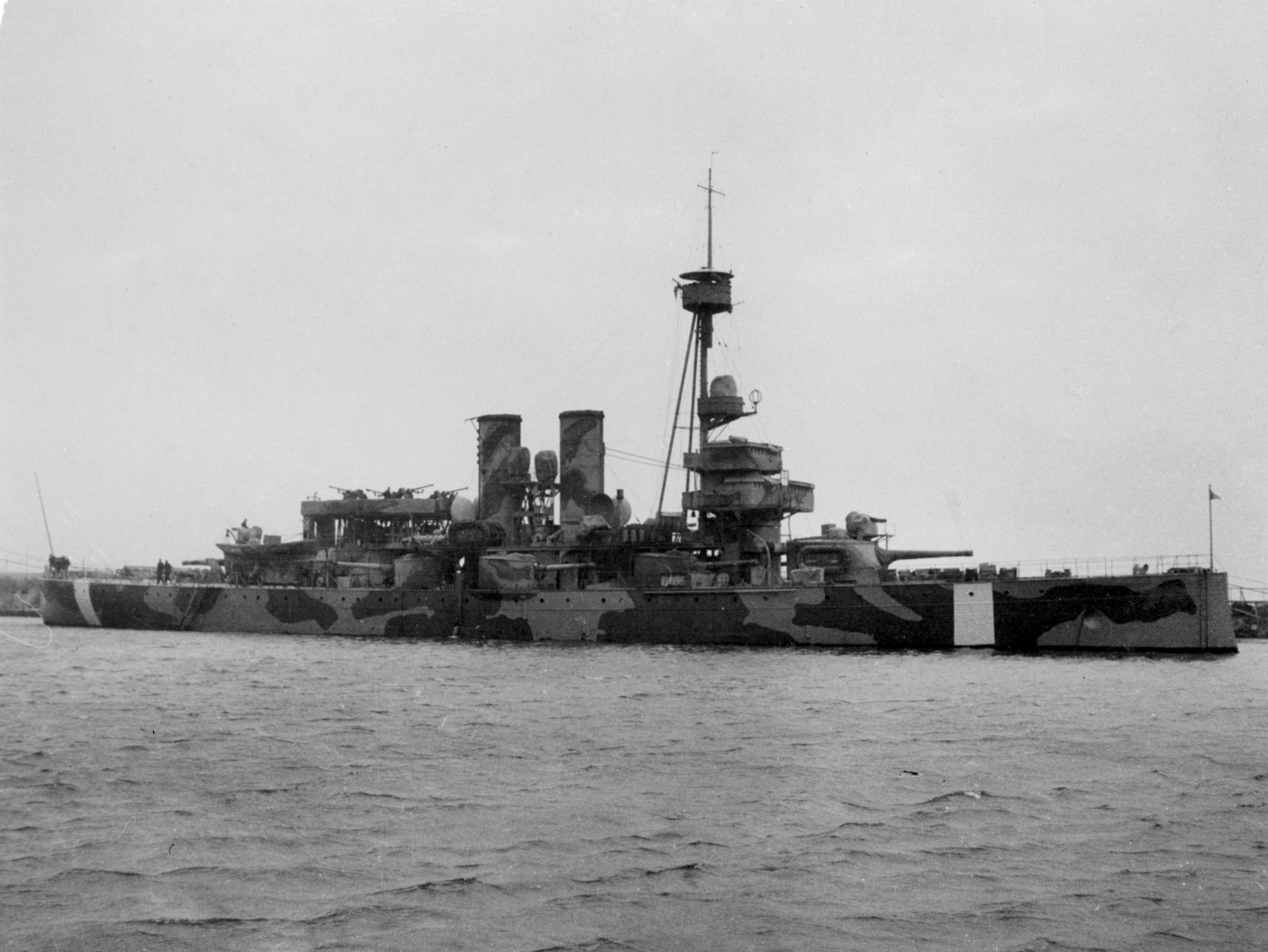
Äran under andra världskriget.

Vid utbrottet av andra världskriget hade Äran inte varit rustad sedan 1933. Då fartyget började förberedas för tjänst visade sig skrovet och däcken vara i förhållandevis gott skick, men artilleriet hade stora brister. 
Luftvärnsartilleriet var mycket svagt och omodernt, och det övriga artilleriet hade mycket kort räckvidd. Fartyget bedömdes dagtid inte kunna besvara eld på avstånd över 9 000 meter och nattetid endast 2 500 meter. 
Detta, i kombination med att Ärans maximala fart vid forcering var 16 knop, gjorde att fartyget kunde upphinnas och förstöras av i stort sett samtliga tyska och ryska örlogsfartyg i Östersjön.
Då man på hösten år 1939 genomförde provskjutningar med det svåra och medelsvåra artilleriet uppstod dessutom så stora skador på fartyget att man över huvud taget inte använde artilleriet på ett halvår.